# Alvdals kommun
Alvdals kommun (norska: Alvdal kommune) är en kommun i landskapet Østerdalen i nordöstra delen av Innlandet fylke i östra Norge. Kommunen ligger i den norska fjällvärlden. Centralort är tätorten Alvdal. En känd person från orten är Kjell Aukrust.

## Administrativ historik
Alvdals kommun bildades 1864 genom en delning av Tynsets kommun. 1914 delades Alvdals kommun, varvid Folldals kommun bildades.

## Tätorter
I Alvdals kommun finns en tätort:
- Alvdal (centralort)

## Socknar
Inom Norska kyrkan motsvaras Alvdals kommun av Alvdals socken i Nord-Østerdals prosteri i Hamars stift.